# Missnetjärnen
Missnetjärnen är en sjö i Piteå kommun i Norrbotten och ingår i Åbyälvens huvudavrinningsområde. Sjön har en area på 0,065 kvadratkilometer och ligger 332,2 meter över havet.

## Delavrinningsområde
Missnetjärnen ingår i det delavrinningsområde (726476-171215) som SMHI kallar för Vid mätstation Björkliden 2. Medelhöjden är 338 meter över havet och ytan är 3,79 kvadratkilometer. Räknas de 50 avrinningsområdena uppströms in blir den ackumulerade arean 621,46 kvadratkilometer. Avrinningsområdets utflöde Åbyälven mynnar i havet. Avrinningsområdet består mestadels av skog (92 procent). Avrinningsområdet har 0,11 kvadratkilometer vattenytor vilket ger det en sjöprocent på 3 procent.